# Tegtmeier klärt auf!
Tegtmeier klärt auf! ist der Titel einer Fernsehserie des ZDF, die von 1981 bis 1983 produziert wurde.

## Konzept
Jürgen von Manger spielte in dieser Serie den „Ruhrpottmenschen“ Adolf Tegtmeier. Tegtmeier schaute dabei dem „Volk aufs Maul“ und sprach über die Probleme des Alltags. Prägnant war das Lied „Wat man nicht selber weiß“, das am Ende der Episoden von Adolf Tegtmeier und seiner Enkelin (gespielt von der zum Zeitpunkt der Erstausstrahlung der Serie neunjährigen Karen Jansen) gesungen wurde.

## Beteiligte Schauspieler (Auswahl)

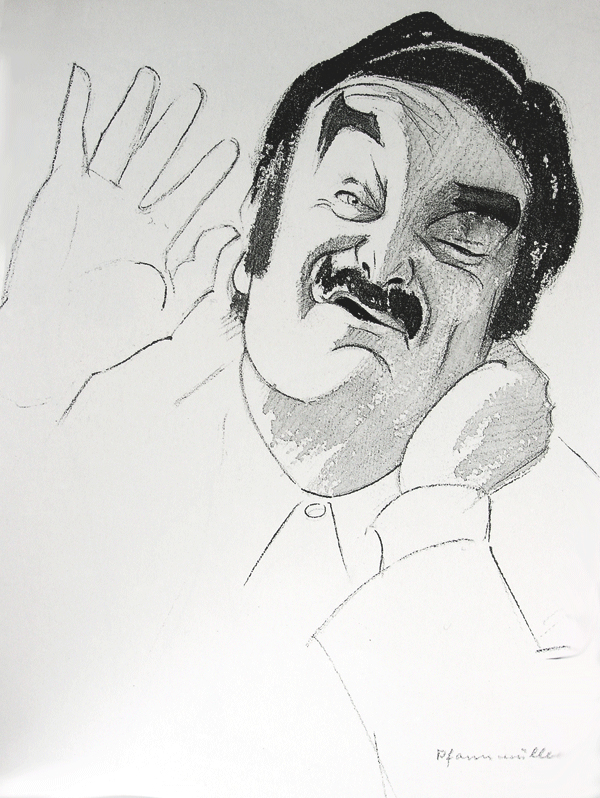
Jürgen von Manger in einer Karikatur von Hans Pfannmüller, 1975

- Jürgen von Manger
- Karen Jansen
- Gert Haucke
- Helga Feddersen
- Maria Singer
- Maria Sebaldt
- Kurt Rossbach
- Rosemarie Aichmair
- Evelyn Ohrner
- Mathias Hell
- Belle Schupp
- Karl-Heinz Krolzyk
- Evelyn Hamann
- Rolf Schimpf